# Психомоторное возбуждение
Психомото́рное возбужде́ние — патологическое состояние, характеризующееся двигательным беспокойством разной степени выраженности (от суетливости до разрушительных действий), часто сопровождающееся речевым возбуждением (многоречивость, выкрики фраз, слов, отдельных звуков). Наряду с этим характерны ярко выраженные аффективные расстройства: тревога, растерянность, гнев, злость, ярость, агрессивность, веселье и так далее.

## Этиология
1. Острая реакция на стресс у психически здоровых лиц при экстремальных ситуациях (реактивный психоз). Возникает сразу же после психической травмы. Выражается двигательным беспокойством разной степени выраженности (от однообразного монотонного возбуждения с нечленораздельными звуками до картины бессмысленного возбуждения с паническим бегством, нанесением самоповреждений, суицидом). Нередко возбуждение сменяется ступором.
2. Острые стадии инфекционных заболеваний с интоксикацией ЦНС токсинами бактерий, вирусов.
3. Поражения головного мозга: черепно-мозговые травмы, прогрессивный паралич.
4. Эпилепсия — эпилептическое возбуждение возникает при сумеречном расстройстве сознания у больных эпилепсией (важен анамнез). Характеризуется внезапным началом и столь же внезапным концом, сопровождается злобой, агрессивностью, полной невозможностью контакта. Чрезвычайно опасны для окружающих, так как разрушают все, что встречается на пути.
5. Острые и хронические интоксикации, в том числе атропиновые и алкогольные, алкогольный психоз или алкогольный делирий.
6. Делирий — галлюцинаторное помрачение сознания с преобладанием зрительных галлюцинаций, сопровождающиеся образным бредом (бред — это ложное умозаключение, не соответствующее действительности, возникающее в связи с "болезнью"), чувством страха, тремором, тахикардией, потливостью, субфебрильной температурой, гиперрефлексией.
7. Гипоксия и токсические поражения головного мозга в прекоматозных и коматозных состояниях различной этиологии.
8. Истерия. Является ответной реакцией на внешний раздражающий фактор, однако вызвавшая его причина не соответствует силе ответной реакции, что связано с психологическими особенностями характера больных. Возбуждение со злобностью, агрессивностью адресуется конкретным лицам, обидевшим больного. Характерна демонстративность в поведении больного, его стремление привлечь внимание окружающих, вызвать их сочувствие или одобрение. Больные рыдают, кричат, замахивают руки, могут быть агрессивные действия в отношении окружающих, а также демонстративные суицидальные попытки.
9. Психические заболевания:
  - Депрессивный психоз — развивается у больных депрессией при резком усилении депрессивных переживаний в виде нарастающей невыносимой тоски, безысходности, отчаяния. Больные мечутся, стонут, воют, упорно наносят себе повреждения, активно стремятся к суициду.
  - Маниакальное возбуждение — быстрая смена настроения от веселья до гнева, суетливость, больные не сидят на месте, во всё вмешиваются, берутся за множество дел, ни одного не заканчивая. Иногда идеи величия. При возражениях больные становятся гневливыми.
  - Шизофрения.
  - Биполярное аффективное расстройство.
  - Смешанная депрессия[1] — состояние, которое может встречаться как в рамках биполярного расстройства, так и в рамках униполярной депрессии[2].

## Патогенез
Механизм развития психомоторного возбуждения сложен, различен у разных заболеваний.

В зависимости от заболевания играют роль:
- Нарушение обмена веществ
- Нейрорефлекторные механизмы
- Иммунные и аутоиммунные реакции
- Прямой токсический эффект различных ядов
- Ишемия мозга
- Психологические особенности личности

## Клиника
Основное в клинике — это усиление психической и двигательной активности.
- Течение заболевания всегда острое
- Отмечается нарушение сознания, которое может проявляться делирием, помрачением сознания (сумеречное сознание), бредом.
- Мышление ускоренное, разорванное (диссоциативное)
- Могут быть иллюзии и галлюцинации
- Отсутствует критика к своему состоянию. Настроение эйфоричное (повышено) (гипертимное настроение)

## Лечение
- Использование транквилизаторов и нейролептиков: галоперидол, аминазин, хлоргидрат, диазепам, оксибутират натрия, тизерцин, хлорпротиксен. При тяжёлом психомоторном возбуждении у маниакальных или психотических больных рекомендуется назначение транквилизаторов феназепама, диазепама, лоразепама или клоназепама в сочетании с нейролептиками и препаратами лития[3].

.